# الشاطئ (فلم)
الشاطئ  (بالإنجليزية: The Beach) هو فيلم مغامرة ودراما أُصدر في المملكة المتحدة والولايات المتحدة سنة 2000. الفيلم من إخراج داني بويل، وهو مأخوذٌ من روايةٍ تحمل نفس الاسم صدرت عام 1996 للكاتب أليكس جارلند. تم تكييف الرواية لتكون الفيلم من قِبل الكاتب المسرحي جون هودج. الفيلم من بطولة ليوناردو دي كابريو، تيلدا سوينتون، روبرت كارليل، وفيرجيني ليدوين. وتم تصويره في جزيرة في في التايلاندية.

## القصة
ريتشارد شاب أمريكي مغامر يهوى السفر واكتشاف الثقافات. أثناء وجوده في فندق في بانكوك، يتعرف إلى شاب اسكتلندي غريب الأطوار يعطيه قبل انتحاره خريطة بدائية لجزيرة يصفها بأنها جنة الأرض. بسبب ملله من الإقامة في تايلاند، يقرر ريتشارد أن يخوض المغامرة مع اثنين من أصدقائه. وبالفعل يجدون الجزيرة المبهرة.
يفاجأ ريتشارد وصديقاه بأنهم ليسوا وحدهم على الجزيرة؛ فهناك مجموعة من البشر سعوا قبلهم للوصول إلى الجزيرة وكوَّنوا مجتمعًا مشابهًا للحياة خارج الجزيرة التي تركها ريتشارد وراء ظهره مللاً منها. ثم يعلمون أن السكان الأصليين للجزيرة الذين يزرعون الماريجوانا بها، غير راضين عن بقاء هذه المجموعة بالجزيرة، فيبدأ صراع للبقاء على الأرض.

## طاقم التمثيل
- ليوناردو دي كابريو بدور ريتشارد، هو طالبٌ جامعيّ، وهو البطل الرئيسي للفيلم.
- تيلدا سوينتون بدور سال، هي زعيمة مستعمرة الجزيرة.
- فيرجيني ليدوين بدور فرانسواز، هي صديقة ايتيان الذي يصادق ريتشارد.
- غيام كانيه بدور ايتيان، صديق فرانسواز.
- باترسون جوزيف بدور كيتي، وهو عضو في مستعمرة الجزيرة، ويؤمن بالمسيحية والكريكيت.
- لارس آرنتس-هانسن بدور باغز، صديق سال، وهو يخدم كنجار في المستعمرة.
- روبرت كارليل بدور دافي، المسافر الإسكتلندي الذي يقابله ريتشارد.

## الإنتاج
كان من المقرر أن يكون الممثل إيوان مكريغور هو الشخصية الرئيسية إلّا أن ذلك لم يحدث بسبب بعض الخلافات مع المخرج.
الشاطئ الذي يظهر في الفيلم ليس هو نفسه في الحياة الحقيقة، هناك فجوة في الجبال على الشاطئ الحقيقي في تايلاند، أضاف طاقم المؤثرات الخاصة رقمياً بعض الجبال المحيطة خلال مرحلة ما بعد الإنتاج. كما وتم تغيير الشاطئ عن شكله الطبيعي، حيث ذكرت التقارير بأن الطاقم قام بتسوية الأرض بواسطة جرار فلاحي، مما أدى إلى إفزاع السكان الأصليين، على كل حال، قام زلزال وتسونامي المحيط الهندي 2004 بإعادة تشكيل الشاطئ إلى شكله الطبيعي.
تم تصوير مشهد الشلال، حيث قام دي كابريو ومن معه بالقفز من الجرف إلى المياه في الأسفل، في حديقة خاو يا الوطنية في وسط تايلاند، في شلال هيو سوات. الخريطة التي ظهرت في الفيلم قام بتوضيحها الكاتب أليكس جارلاند، كاتب رواية الشاطئ التي يستند عليها الفيلم.

## الإصدار

### العرض الرسمي
العرض الأول للفيلم كان بتاريخ 2 فبراير عام 2000 ليتم بعد ذلك إطلاقه في صالات السينما الأمريكية والبريطانية للجمهور في 11 فبراير، كما وعُرض في مهرجان برلين السينمائي في 12 فبراير عام 2000.

### الميزانية والإيرادات
بلغت تكلفة إنتاج الفيلم حوالي 50 مليون دولار بينما حقق أرباحاً تقدر بـ 154,056,873 دولار.

### ردود النقاد
للفيلم شعبية كبيرة رغم الانتقادات السلبية التي حصل عليها من النقاد، حيث للموقع تقييم 43 من 100 في موقع ميتاكريتيك وتقييم 19 بالمئة في موقع الطماطم الفاسدة. وقد قال النقاد بأن فكرة الفيلم غير واضحة.
و يبدو أن سبب نجاح الفيلم هو الدور السابق للممثل ليوناردو ديكابريو في فيلم تيتانيك الذي صدر قبل سنوات من فيلم الشاطئ، وقال مذيع سي إن إن بأن «قاعدة جماهير ليوناردو ديكابريو من الفتيات الصارخات سيحبون فيلم الشاطئ».

### الجوائز والترشيحات
تم ترشيح الفيلم لـ سبع جوائز من ضمنها ترشيح الفنان ليوناردو دي كابريو لجائزة أسوأ دور ولكن لم ينل أي جائزة.

## وصلات خارجية
- مقالات تستعمل روابط فنية بلا صلة مع ويكي بيانات
- الشاطئ على موقع أول موفي.